# 키카 (영화)
《키카》(Kika)는 1993년 개봉한 스페인의 드라마 영화이다. 페드로 알모도바르가 감독과 각본을 맡았다.

## 출연

### 주연
- 베로니카 포크
- 피터 코요테
- 빅토리아 아브릴

### 조연
- 알렉스 카사노바스
- 로시 드 팔마

## 기타
- 미술: 알레인 바이니
- 미술: 하비에르 페르난데즈
- 의상: 장 폴 고티에
- 의상: 지아니 베르사크